# Izabella Szerska-Sternińska
Izabella Szerska-Sternińska, także: Izabela Sternińska (ur. 19 listopada 1928 w Brzeżanach, zm. 22 lutego 2003) – polska projektantka mebli. Związana ze Spółdzielnią „ŁAD” i „Cepelią”.

## Życiorys
Córka Marii Szerskiej (z d. Argasińskiej, 1899–1990) i Stanisława Szerskiego (1897–1940), porucznika ze stacjonującego we Lwowie 51. Pułku Piechoty (później majora Wojska Polskiego). Jej starszą siostrą była artystka Maria Michałowska.
W 1929 r. rodzina Szerskich przeniosła się do Warszawy, gdzie Iza chodziła do przedszkola. Jej edukacja w szkole podstawowej przypadła na lata okupacji. W 1940 r. w Starobielsku zamordowany został jej ojciec i wraz z siostrą pozostała tylko pod opieką matki. W 1944 r. znalazła się wraz z siostrą w obozie w Pruszkowie, skąd jednak udało im się wydostać. Ponieważ panie Szerskie nie mogły wrócić do mieszkania na Żoliborzu, Iza wraz z matką zamieszkały początkowo u ciotki Heleny Hacklowej w Rembertowie pod Warszawą.
Po wojnie Iza została umieszczona w „Szkole Orląt”, organizowanej w Karpaczu przez Zygmunta Pytlasińskiego, w czym pomogła znajoma rodziców Janina Dobrowolska, żona majora Władysława Dobrowolskiego. W 1946 r. szkoła została rozwiązana, a Iza wraz z matką zamieszkały w Poznaniu, u wuja Leona Argasińskiego (nauczyciela biologii w gimnazjum). W 1948 r. przeniosła się do Wrocławia wraz z matką i przesiedlonymi z kresowych Brzeżan ciotkami Stanisławą Argasińską (pozostała niezamężna) oraz Henryką Dembińską i jej córką Hanią.
W 1952 r. wyszła za mąż za chemika Andrzeja Sternińskiego (1929-2013). Mieli jednego syna, Grzegorza (ur. 1956, architekt).
W 1953 r. powróciła do Warszawy. Pochowana wraz z mężem i matką na Cmentarzu Wojskowym na Powązkach (kwatera A/II (5/12)).
Śpiewaczka operowa Stanisława Argasińska-Choynowska była jej siostrą prastryjeczną – dziadek śpiewaczki Włodzimierz Jan Argasiński oraz Jan Paweł Argasiński, dziadek Izabelli, byli braćmi.

## Wykształcenie
W 1949 r. rozpoczęła studia w Państwowej Wyższej Szkole Sztuk Plastycznych we Wrocławiu. Początkowo studiowała w Katedrze Rzeźby, a następnie na Wydziale Architektury Wnętrz. Jej wykładowcami byli m.in. Karol Estreicher oraz Borys Michałowski, jej późniejszy szwagier, a także Władysław Wincze, Stanisław Dawski czy Emil Krcha. W 1953 r. uzyskała dyplom z wyróżnieniem jako jedna z pierwszych absolwentek PWSSP we Wrocławiu.

## Praca zawodowa
Po uzyskaniu dyplomu otrzymała pracę w Centralnym Związku Spółdzielni Przemysłu Ludowego i Artystycznego „Cepelia” w Warszawie. Od 1959 r. zajmowała stanowisko „specjalisty do spraw architektury wnętrz” i nadzorowała pracę 24 spółdzielni na terenie całej Polski. Od lat 80., aż do przejścia na emeryturę, była dyrektorką Biura Wzornictwa „Cepelii”.

## Twórczość

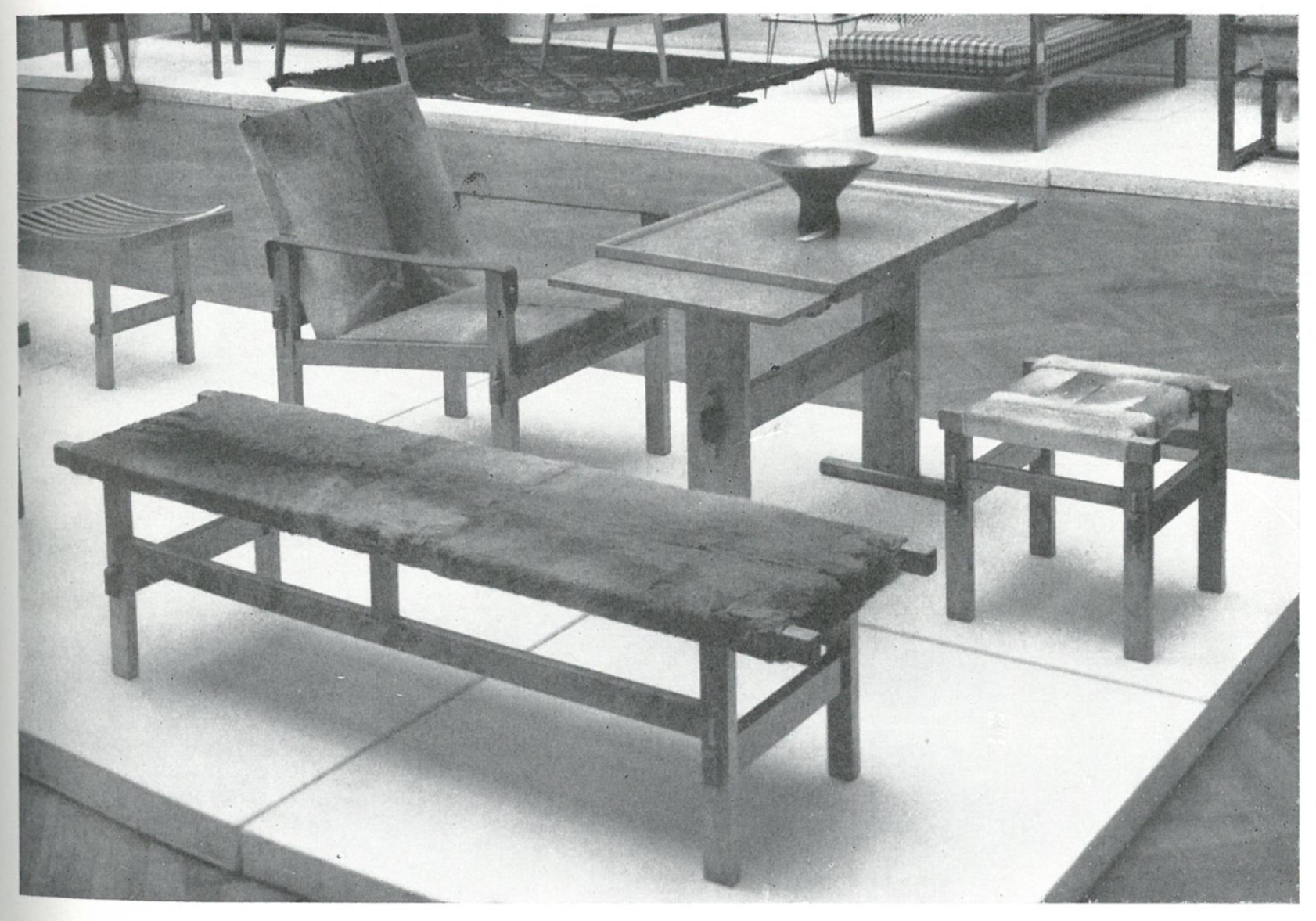
Izabela Szerska-Sternińska, zestaw mebli mieszkalnych z brzozy barwionej: stolik z tacą, fotel kryty skórą, ława kryta skórą, taboret kryty skórą, lata 60.

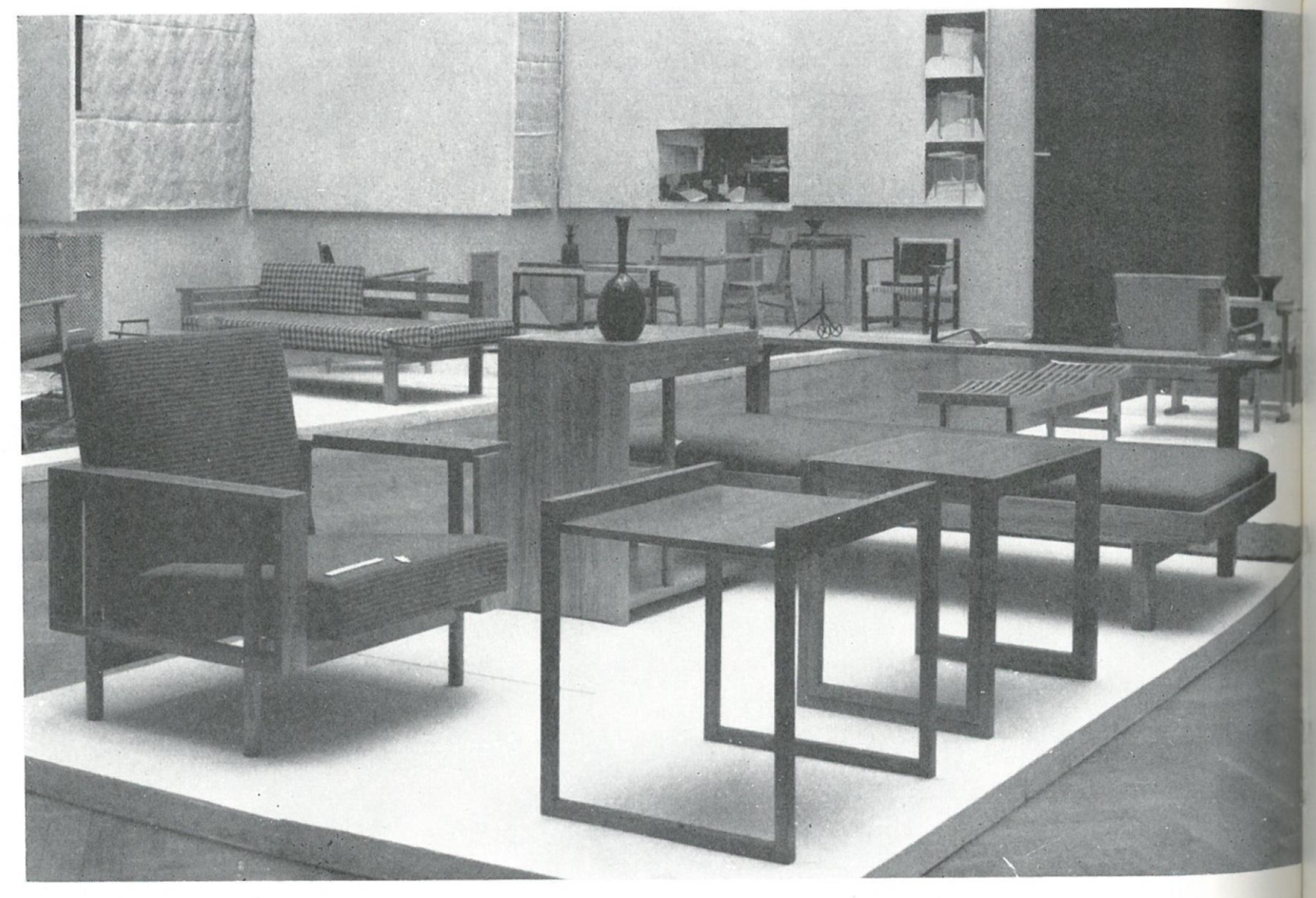
Izabela Szerska-Sternińska, demontowana ława ze szczeblin brzostowych (na drugim planie), lata 60.

Związana ze Spółdzielnią Artystów „ŁAD”, która w latach 50. i 60. była w Polsce czołowym – obok Instytutu Wzornictwa Przemysłowego – środowiskiem projektantów mebli. Wymieniana również wśród artystów współpracujących z toruńską Spółdzielnią „RZUT”. Projektowała też meble na zamówienie.

Jednym z najbardziej popularnych projektów „Ładu” był zaprojektowany przez nią regał z biurkiem z 1964 r.:

...to projekt na pograniczu pewnej ery w meblarstwie powojennej Polski. Wykorzystanie pozbawionych ozdób płyt i fuzja dwóch funkcjonalności: biurka i półki zapowiadają nadejście czasu rozległych regałów i meblościanek, których budowa często inkorporować będzie funkcje kilku mebli – szafy, biurka, bieliźniarki, regału czy nawet tapczanu. Jednocześnie jest to mebel tradycyjny, swobodnie stojący, wykonany zgodnie z duchem ŁADu z drewna, odpowiednio lekki, uniesiony z podłogi zwężającymi się nóżkami, asymetryczny, z unikalnym znakiem projektantki w postaci ukośnych frontów szuflad.
Dwufunkcyjny mebel został zaprojektowany z myślą o synu Grzegorzu, który w tym czasie rozpoczynał naukę w szkole podstawowej: „W mieszkaniach o powierzchni ograniczonej normatywami, małe, wielofunkcyjne meble sprawdzały się najlepiej. [...] Za pomocą jednego mebla bowiem zorganizować można było kącik do pracy dla dzieci”. Obserwowanie dorastającego syna i jego zmieniających się potrzeb było też inspiracją dla powstania zestawu mebli „Grześ”, „który przynależy już do innego typu «kubizujących» mebli, ma zdecydowanie bardziej «młodzieżowy» charakter”.

Uprawiała też poezję – jak wspomina mąż artystki: 

...cały czas była pod presją tego, że nie wolno było jej mówić o swoim ojcu, dlatego że ojciec był zamordowany, oficer, major Wojska Polskiego, żołnierz 21. Pułku Piechoty imienia Dzieci Warszawy w Cytadeli. Jej ojciec został zamordowany w Starobielsku czy w Charkowie, ona się nie mogła do tego przyznać, nie mogła o tym powiedzieć. Dopiero później już po roku 1990 mogła napisać wiersz, bo oprócz tego, że była artystką i architektem, to jeszcze pisała wiersze. Wiersze jej zostały wydane w postaci książki.

### Prace
- Koń-zabawka, lata 50.[13]
- Biurko-półka, 1964[10][11]
- Zestaw mebli „Grześ”, lata 60.[10]
- Ława, 1967[14]
- Komódka z szufladami, lata 70.[15]
- Komódka z drzwiczkami, lata 80.[16]
- Serwantka „Jajo”, lata 80.[16]
- Zestaw mebli mieszkalnych z brzozy barwionej: stolik z tacą, fotel kryty skórą, ława kryta skórą, taboret kryty skórą, lata 60.[17]
- Zestaw demontowanych mebli mieszkalnych ze szczeblin brzostowych: fotel, ława, taboret, lata 60.[17]